# Гоген, Поль
Эже́н Анри́ Поль Гоге́н (фр. Eugène Henri Paul Gauguin [øˈʒɛn ãˈʁi ˌpol ɡoˈɡɛ̃]; 7 июня 1848[…], Париж — 8 мая 1903, Атуона, о. Хива-Оа) — французский живописец, скульптор-керамист и график.
Наряду с Полем Сезанном и Винсентом Ван Гогом — крупнейший представитель постимпрессионизма. В начале 1870-х годов начал заниматься живописью как любитель. Ранний период творчества связан с импрессионизмом. С 1880 года участвовал в выставках импрессионистов. С 1883 года — профессиональный художник. Работы Гогена при жизни не находили спроса, художник был беден. Картина Гогена «Когда свадьба?» — одна из самых дорогих проданных картин.

## Биография и творчество
Поль Гоген родился в Париже 7 июня 1848 года. Его отец, Кловис Гоген (1814—1849), был журналистом в отделе политической хроники журнала Тьера и Армана Мара «Насьональ», одержимым радикальными республиканскими идеями; мать, Алина Мария (1825—1867), была родом из Перу из богатой креольской семьи. Её матерью была известная Флора Тристан (1803—1844), разделявшая идеи утопического социализма и опубликовавшая в 1838 году автобиографическую книгу «Скитания парии».
В 1849 году, после неудавшегося антимонархического переворота, Кловис, не чувствуя себя в безопасности на родине, решил покинуть Францию. Вместе с семьёй он погрузился на судно, идущее в Перу, где намеревался осесть в семье своей жены Алины и открыть собственный журнал. Но по пути в Южную Америку Кловис умер от сердечного приступа.
Таким образом, до семилетнего возраста Поль жил в Перу и воспитывался в семье матери. Впечатления детства, экзотическая природа, яркие национальные костюмы, беззаботная жизнь в поместье дяди в Лиме остались в его памяти на всю жизнь, сказавшись в неуёмной жажде путешествий, в тяге к тропикам.
В 1855 году, когда Полю было 7 лет, он с матерью вернулся во Францию, чтобы получить от дяди по отцовской линии наследство, и поселился в Орлеане со своим дедом. Гоген быстро учится французскому языку и начинает преуспевать в образовании. В 1861 году Алина открыла швейную мастерскую в Париже, а Поль готовился к поступлению в Мореходное училище. Но он не выдержал конкурса и в декабре 1865 года нанялся в плавание в качестве «курсанта», или ученика лоцмана. До 1871 года он почти непрерывно находился в плавании по всему свету: в Южной Америке, в Средиземном море, в северных морях. Будучи в Индии, он узнал о смерти матери, которая в своём завещании рекомендовала ему «сделать карьеру, так как он совершенно не способен вызвать к себе расположение друзей семьи и может вскоре оказаться очень одиноким». Однако, прибыв в Париж в 1872 году, получил поддержку знакомого ему с детства друга матери Гюстава Арозы, биржевого дельца, фотографа и коллекционера современной живописи. Благодаря его рекомендациям Гоген получил должность биржевого брокера.
В 1873 году Гоген женился на молодой датчанке Мэтте-Софи Гад, вхожей в семью Ароза. В 1874 году родился сын Эмиль, в 1877 — дочь Алина, в 1879 — сын Кловис, в 1881 — сын Жан-Рене, в 1883 — сын Поль. В последующие десять лет положение Гогена в обществе укреплялось. Его семья занимала всё более комфортабельные квартиры, где особое внимание уделялось мастерской художника. Гоген, как и его опекун Ароза, коллекционировал картины, особенно импрессионистов, и понемногу писал их сам.
В 1873—1874 годах написаны его первые пейзажи, один из них выставлен в Салоне 1876 года. Гоген познакомился с художником-импрессионистом Камилем Писсарро ещё до 1874 года, с 1878 года их отношения стали дружескими. С начала 1879 года Гоген был приглашён к участию в выставках импрессионистов : коллекционера постепенно стали воспринимать всерьёз и как художника. Лето 1879 года он провёл у Писсарро в Понтуазе, где писал сады и сельские пейзажи, похожие на пейзажи «мэтра», как и всё то, что он будет писать вплоть до 1885 года. Писсарро познакомил Гогена с Эдгаром Дега, который всегда будет поддерживать Гогена, покупая его картины и убеждая это делать Дюрана-Рюэля, торговца картинами импрессионистов. Сам Дега стал владельцем около десяти полотен Гогена, в том числе «Прекрасной Анжелы», «Женщины с плодом манго», «Хина и Тефатоу».
В 1884 году Гоген переехал с семьёй в Копенгаген, где какое-то время продолжал работать брокером. Однако после того, как стал заниматься живописью всё своё время и бросил работу брокера, из-за отсутствия средств его оставляет жена, забрав пятерых детей. Он вернулся в Париж в 1885 году.
В 1886—1890 годах Гоген почти всё время проводил в Понт-Авене (Бретань), где общался с группой художников, близких к символизму. Первый раз художник направился туда в 1886 году, желая отдохнуть от Парижа и немного сэкономить: жизнь там была заметно дешевле.
Остров Мартиника, куда Гоген уехал в 1887 году вместе с художником Лавалем, с которым он познакомился в Бретани, помог совершить в творчестве мастера эволюцию, сделав заметными в его работах японские влияния. По оценке Джона Ревалда в этот период на его картинах стали появляться «большие и сравнительно единообразные пространства, особенно когда он включал в свои пейзажи тёмно-синий океан».
В 1887—1888 годах посетил Панаму, где наблюдал строительство Панамского канала. В 1888 году некоторое время жил у Ван Гога в Арле и работал с ним. Пребывание закончилось ссорой, связанной с одним из первых приступов помешательства у Ван Гога.
Испытывая с детства, проведённого в Перу, тягу к экзотическим местам и считая цивилизацию «болезнью», Гоген, жаждущий «слиться с природой», в 1891 году уехал на Таити, где проживал в Папеэте и где в 1892 году написал целых 80 полотен. После кратковременного (1893—1895) возвращения во Францию, из-за болезни и отсутствия средств он навсегда уехал в Океанию — сначала на Таити, где взял себе в жёны несовершеннолетнюю таитянку, которая родила ему сына.
Закончив там картину «Откуда мы пришли? Кто мы? Куда мы идём?», он пытался совершить самоубийство, приняв мышьяк, но доза оказалась слишком большой, и приступ сильнейшей рвоты спас ему жизнь.
В 1901 году, один перебрался на остров Хива-Оа (Маркизские острова) и работал в полную силу: писал пейзажи, рассказы, работал журналистом. Несмотря на болезни (в том числе сифилис), бедность, депрессию, лучшие свои работы Гоген написал именно там. Наблюдение за реальной жизнью и бытом народов Океании сплетаются в них с местными мифами.
В последнее время художник тяжело страдал от болезни сердца, экземы и последствий отравления мышьяком. Сильные боли приходилось заглушать морфием. Положение усугублялось постоянными конфликтами с администрацией из-за попыток Гогена отстаивать права туземцев. Его поддержка их протестных выступлений даже привели к судебному процессу и приговору к штрафу и трём месяцам тюрьмы, но заключение не было осуществлено.
Умер Гоген внезапно от сердечного приступа, вызванного, вероятно, очередной дозой морфия — у кровати скончавшегося художника была обнаружена пустая ампула.

## Известность и влияние
Слава пришла к художнику после смерти, когда в 1906 году в Париже было выставлено 227 его работ.
Жизнь Гогена легла в основу романа Сомерсета Моэма «Луна и грош». В нём описывается простой английский брокер Чарльз Стрикленд, бросивший семью, работу и дом для того чтобы заниматься живописью. В романе жизнь Стрикленда обрывается вследствие болезни проказой.
В честь Гогена назван кратер на Меркурии.
О последних годах жизни Гогена был снят биографический фильм с Дональдом Сазерлендом в главной роли «Волк на пороге» (1986). В 2003 году был снят фильм с Кифером Сазерлендом в главной роли — «Найденный рай» (2003), в котором центральное место занимают непростые отношения художника с женой и его жизнь на Таити. В 2017 году вышел в прокат французский фильм «Дикарь» с Венсаном Касселем в главной роли о периоде жизни художника в Полинезии.

## Галерея

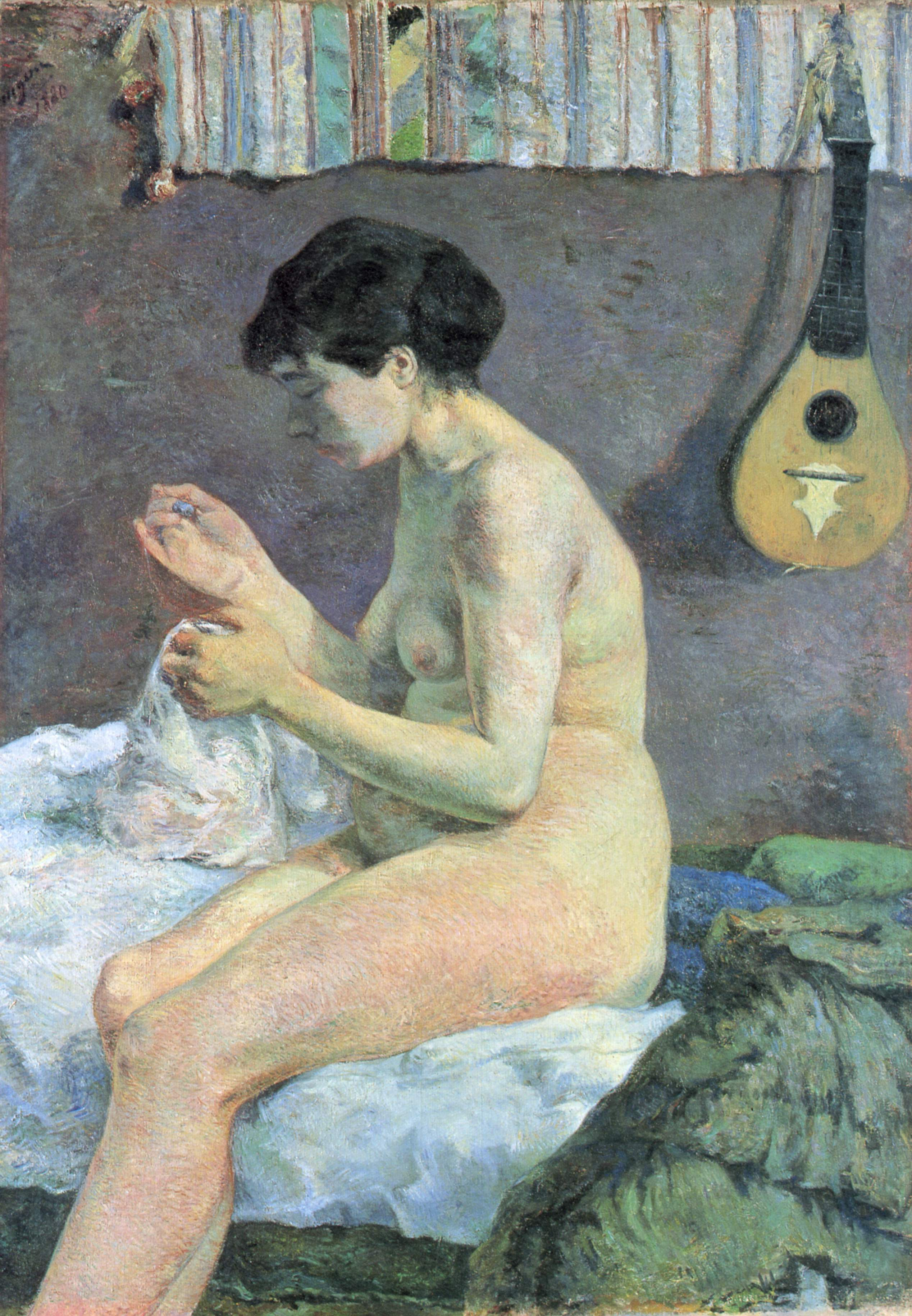
Шьющая женщина (1880)
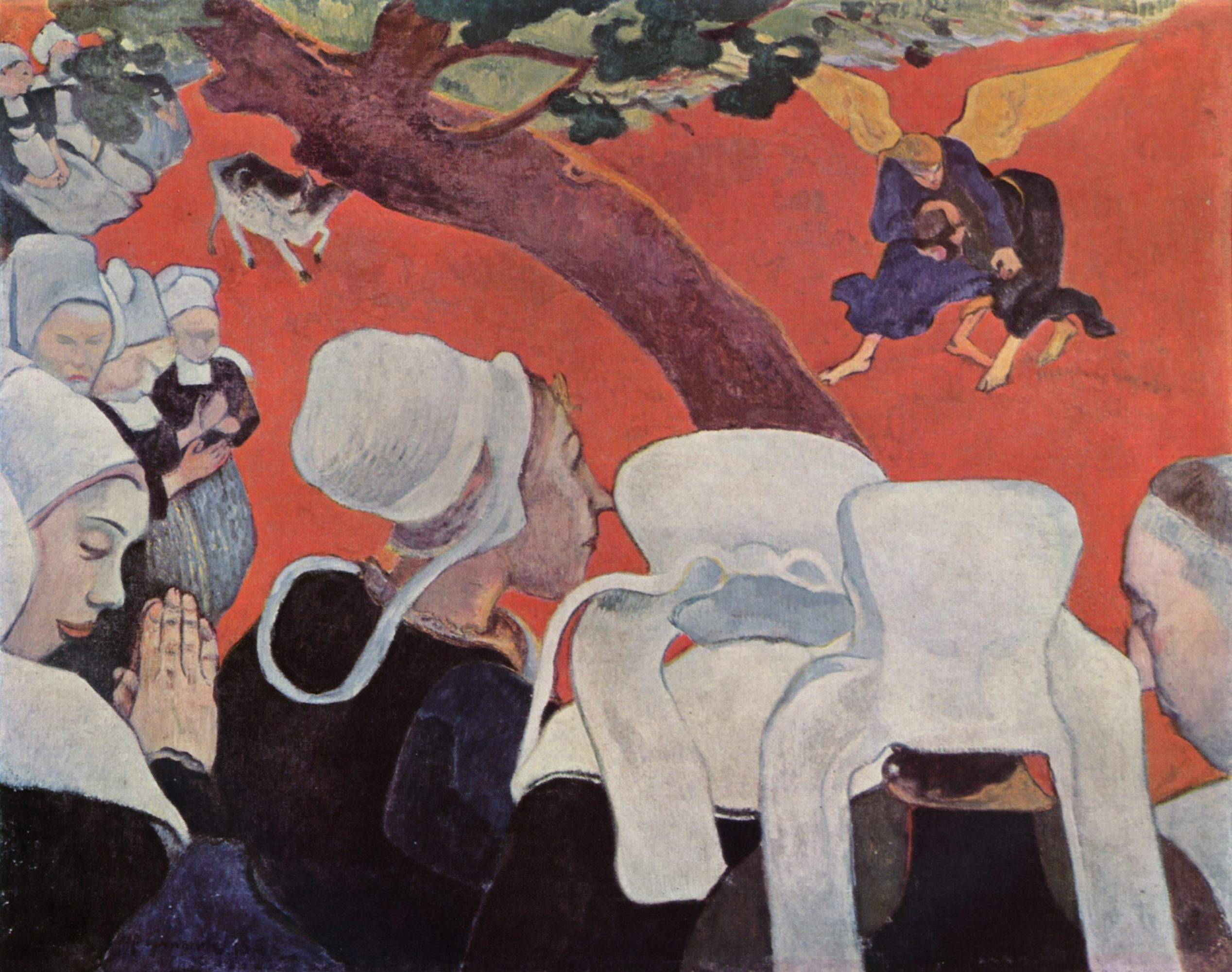
Видение после проповеди или Борьба Иакова с ангелом (1888)
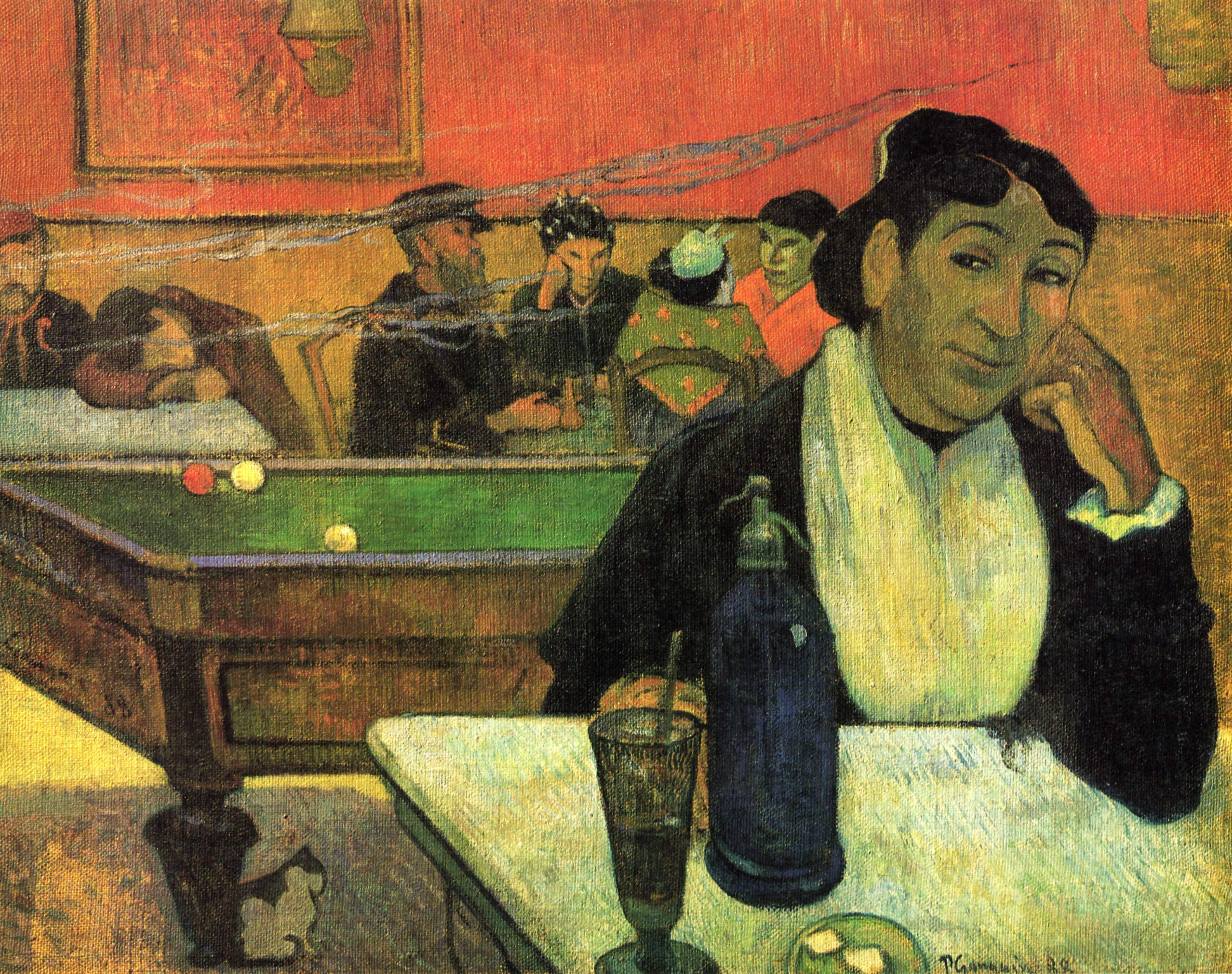
Кафе в Арле (1888)
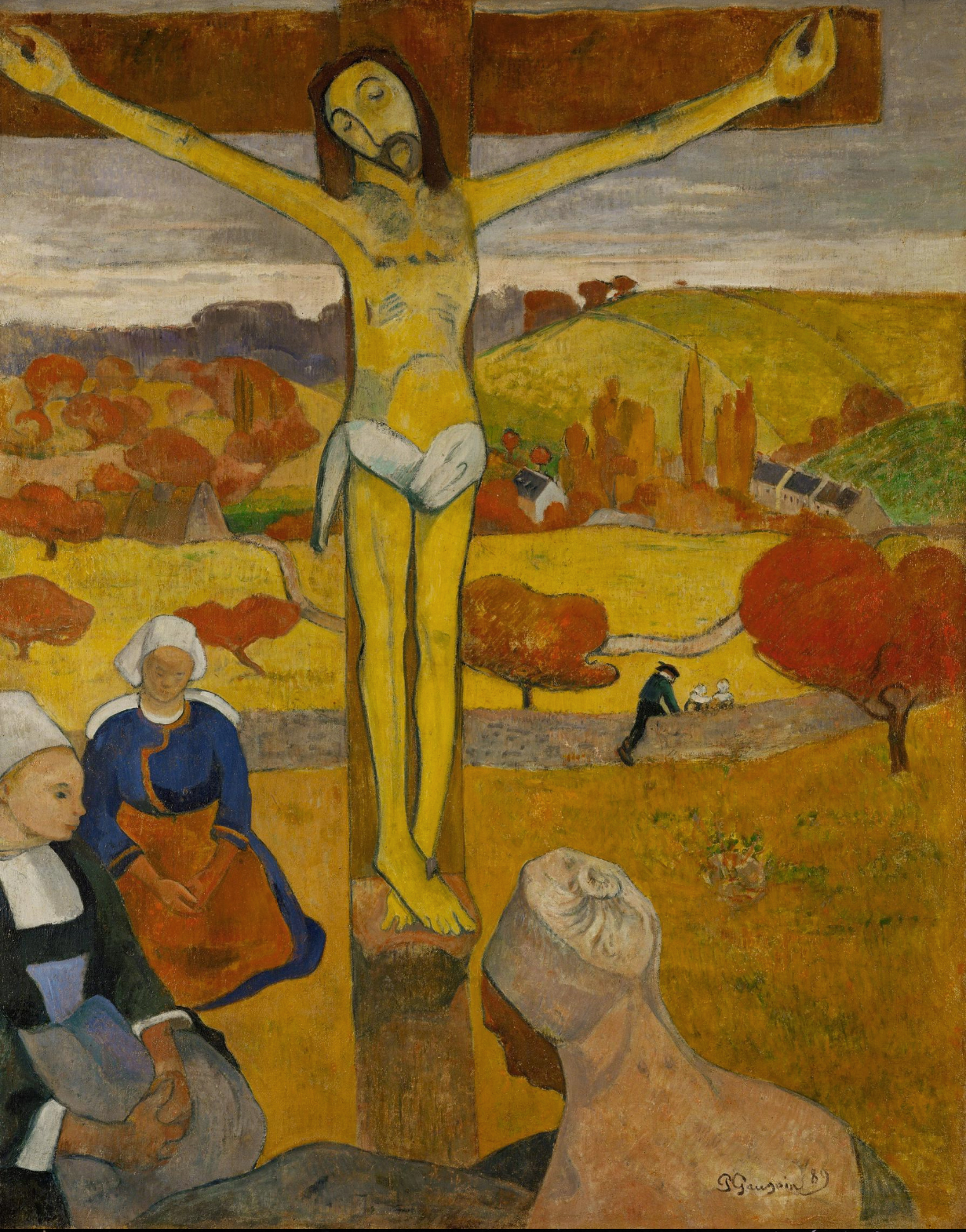
Жёлтый Христос (1889)
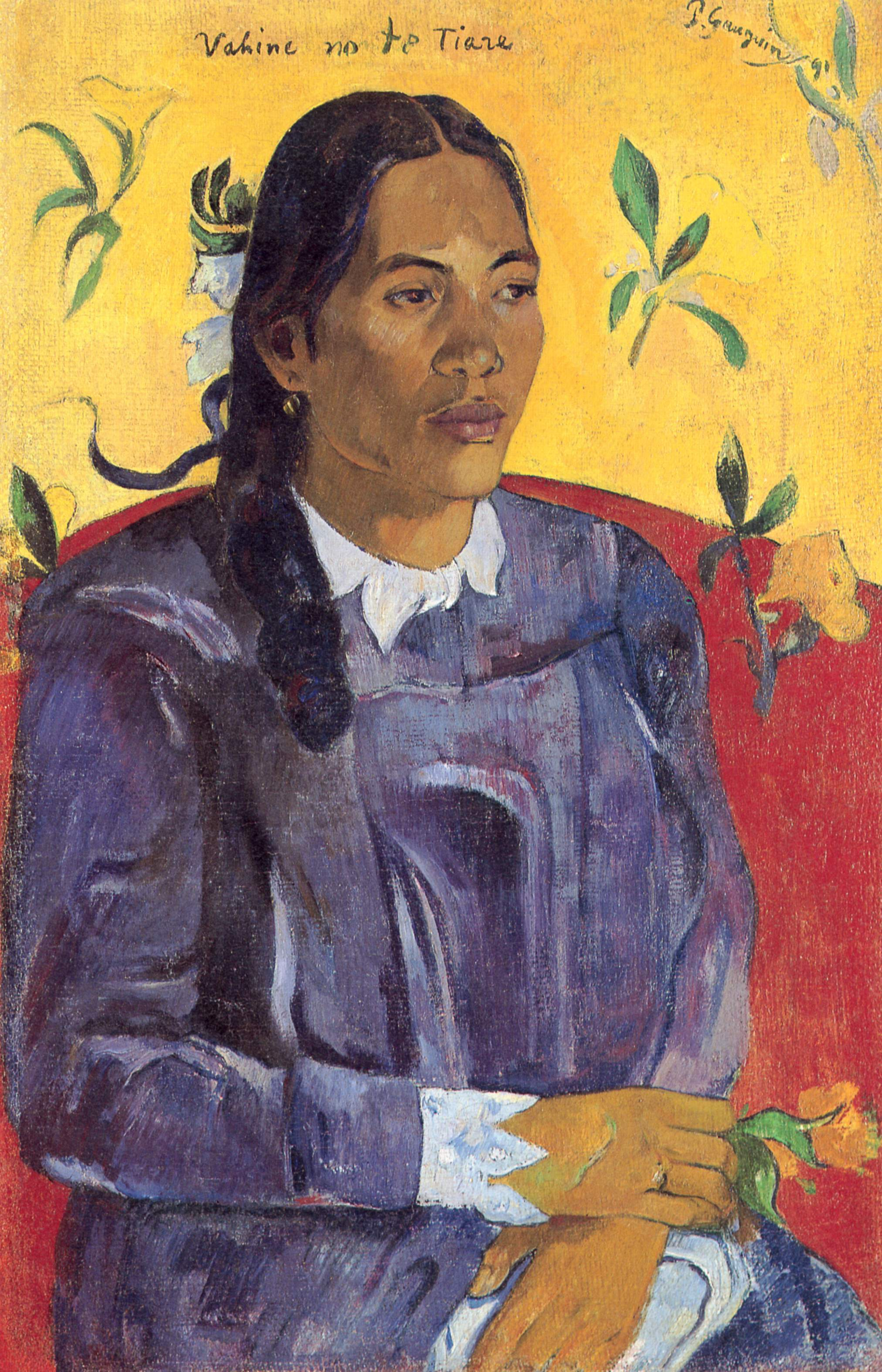
Женщина с цветком (1891)
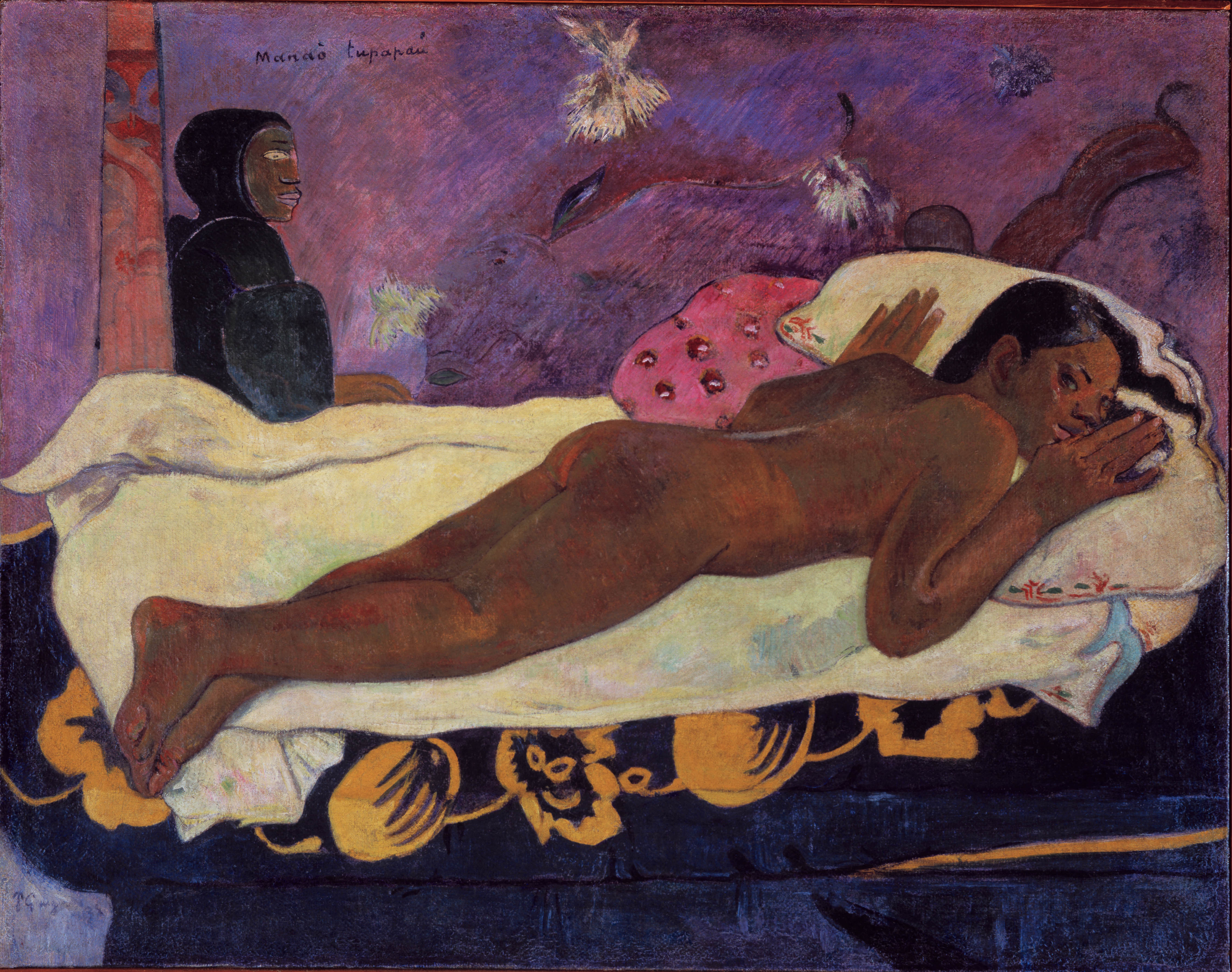
Дух мёртвых не дремлет (1892)
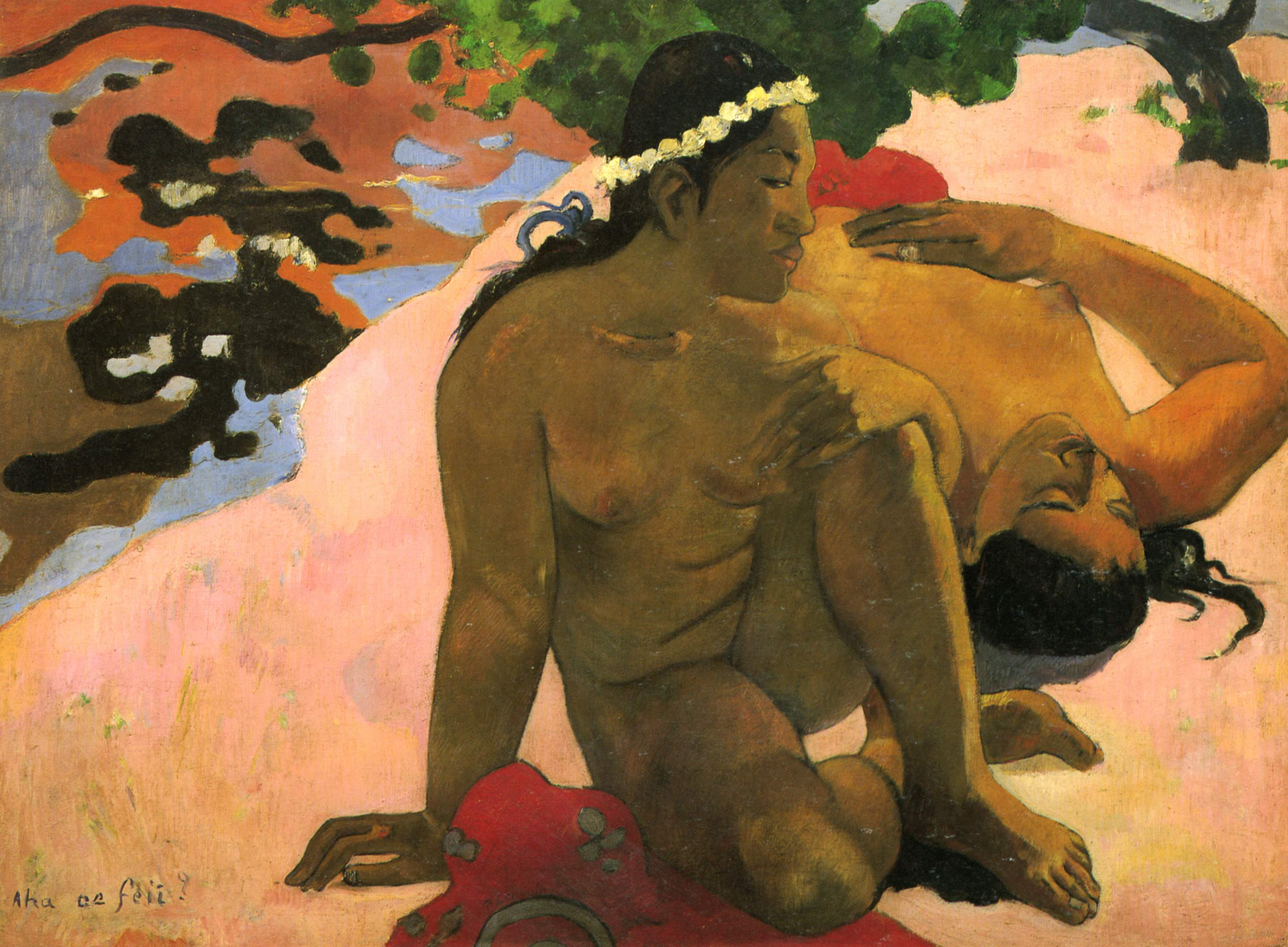
А, ты ревнуешь? (1892)
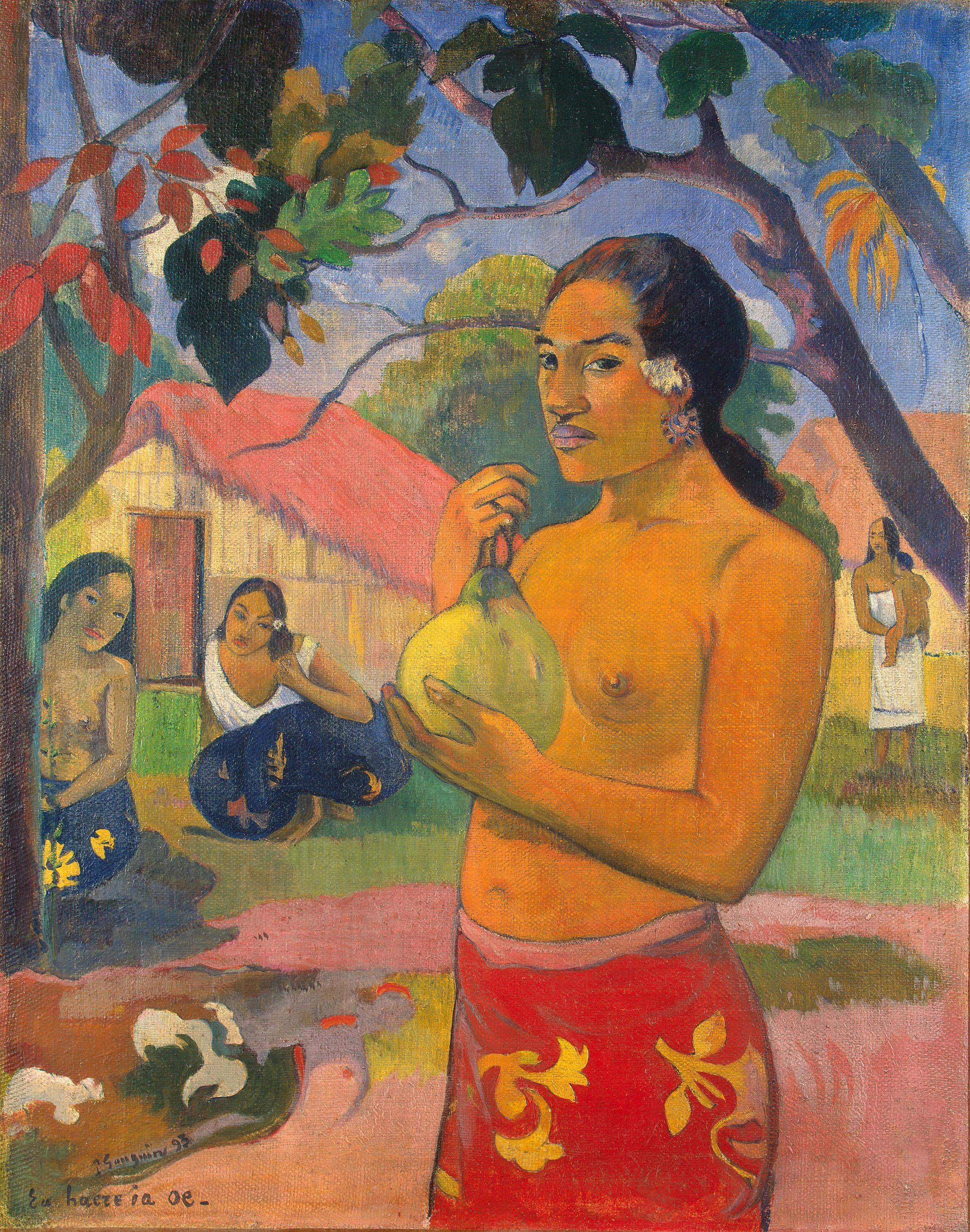
Женщина, держащая плод (1893)
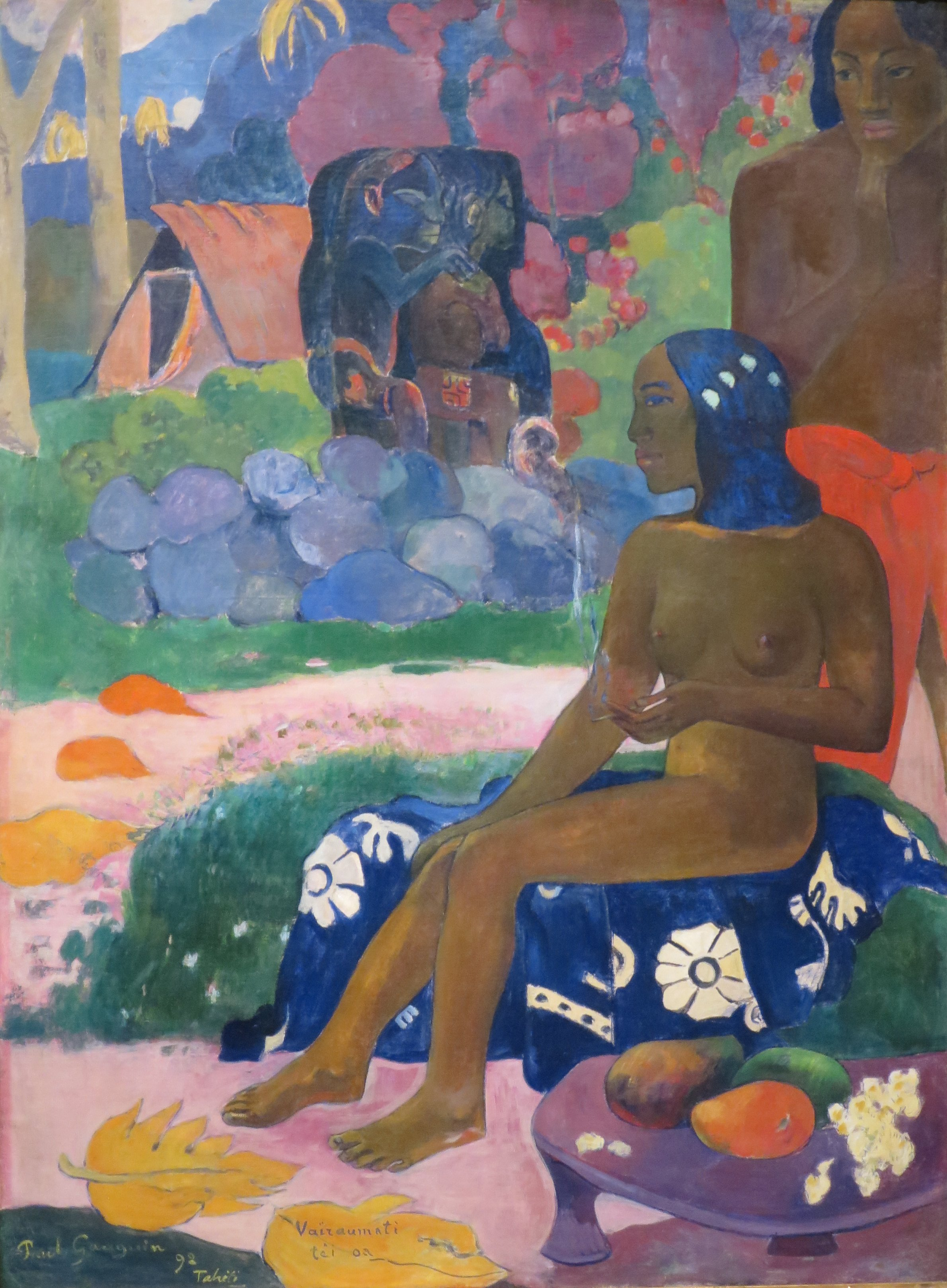
Её звали Вайраумати (1893)
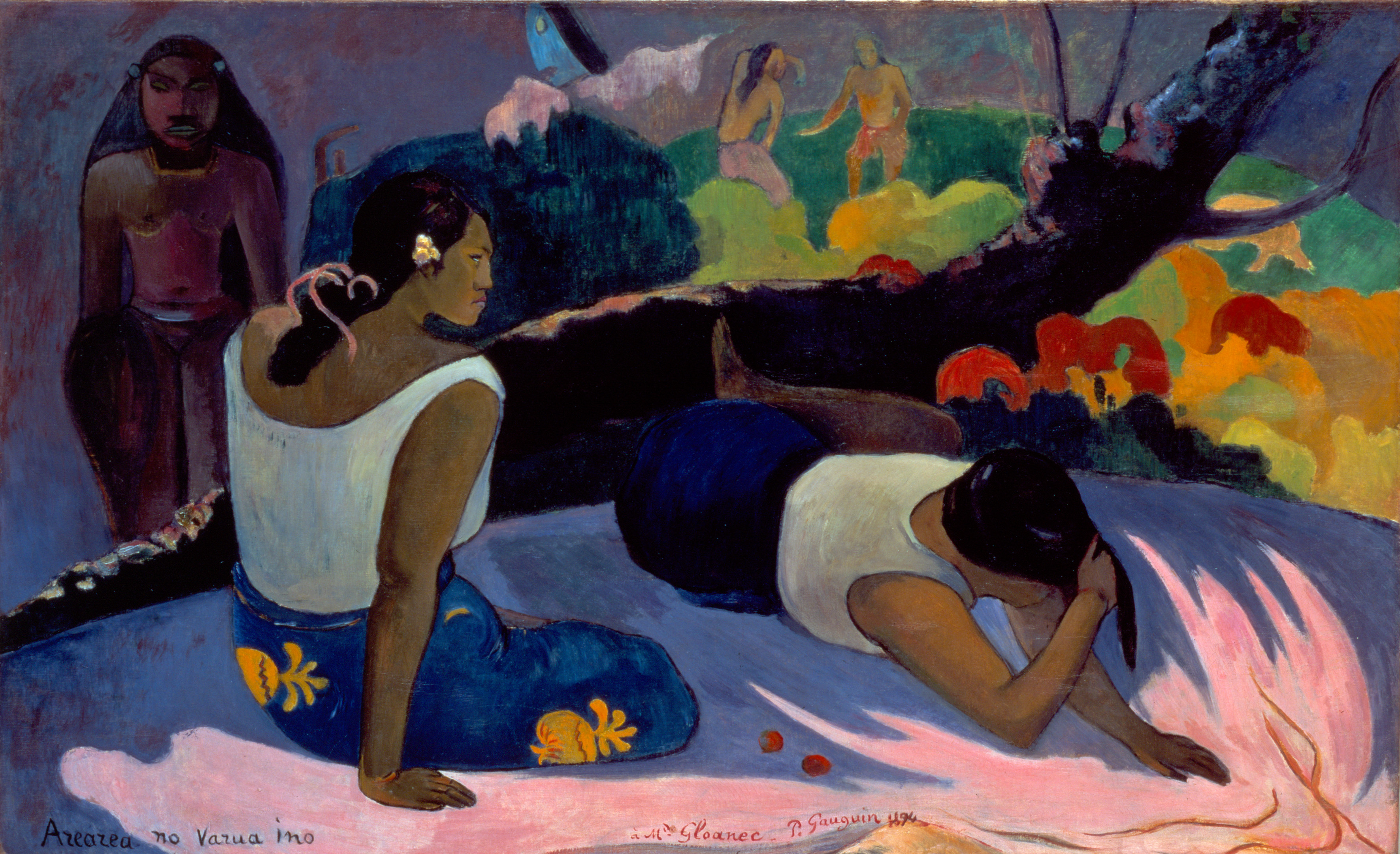
Забава злого духа (1894)
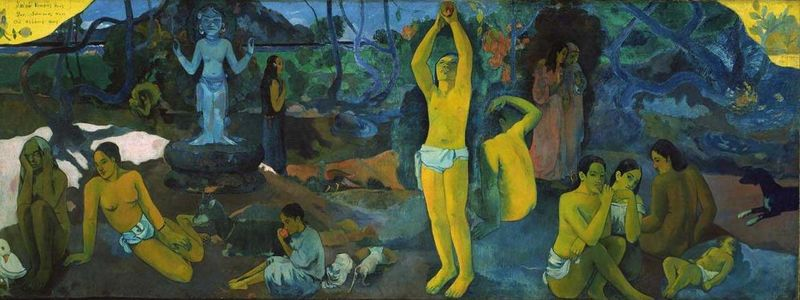
Откуда мы пришли? Кто мы? Куда мы идём? (1897—1898)
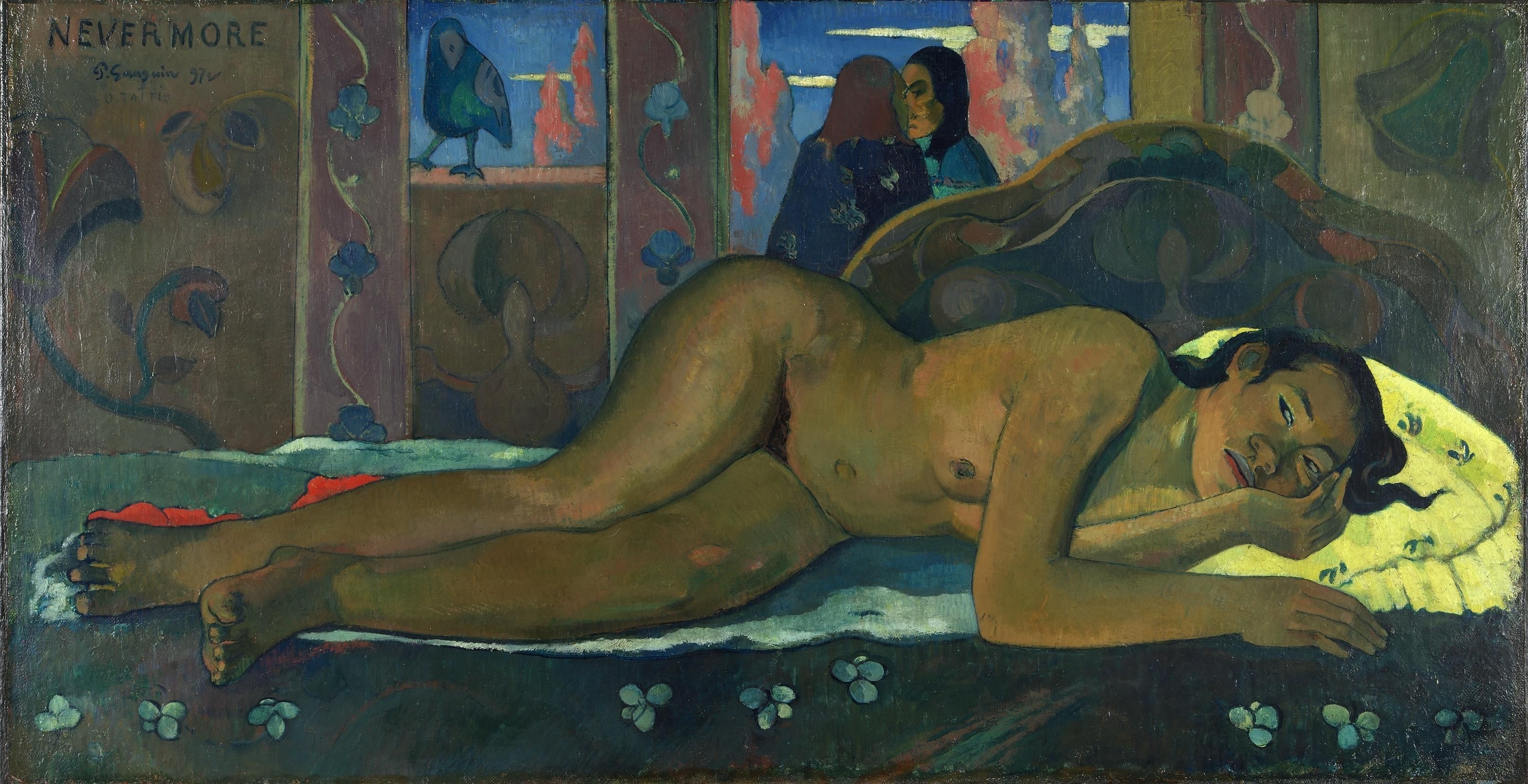
Больше никогда (1897)
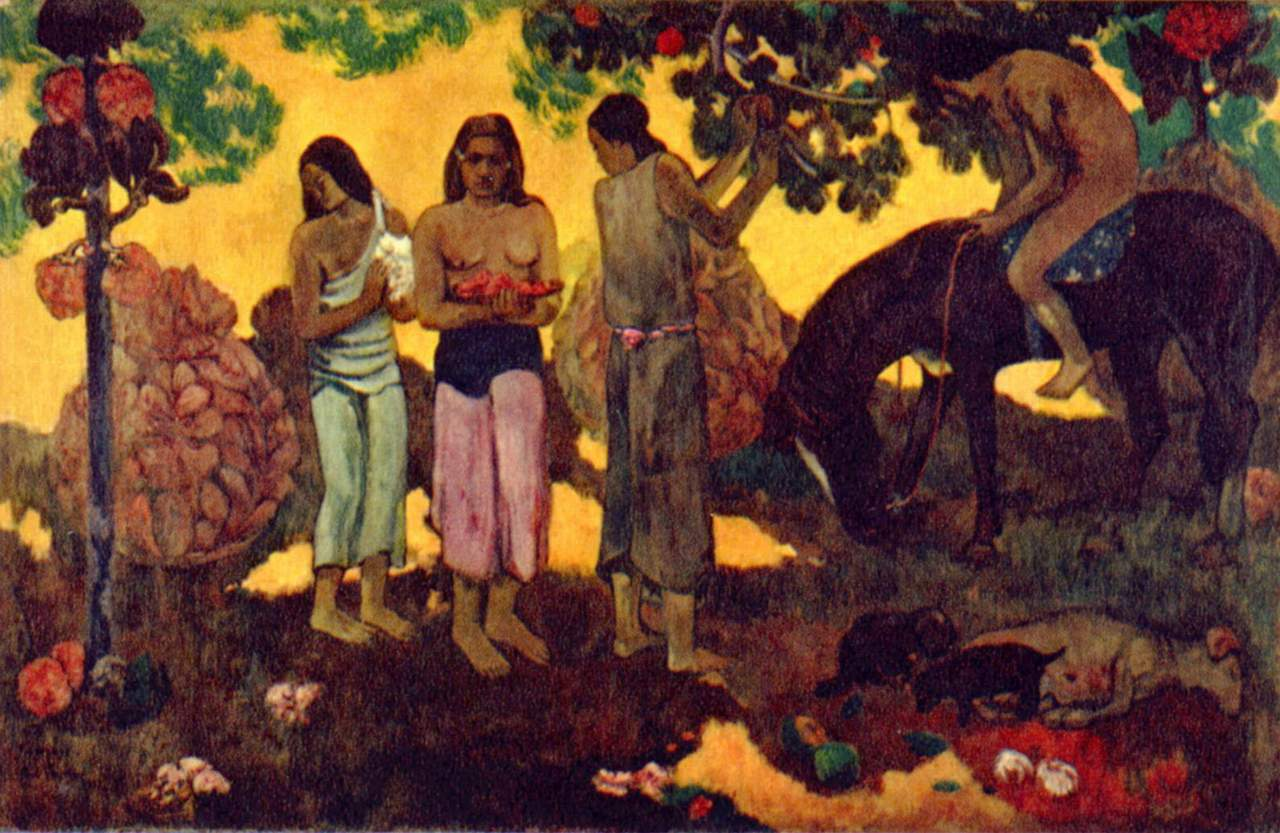
Сбор плодов (1899)
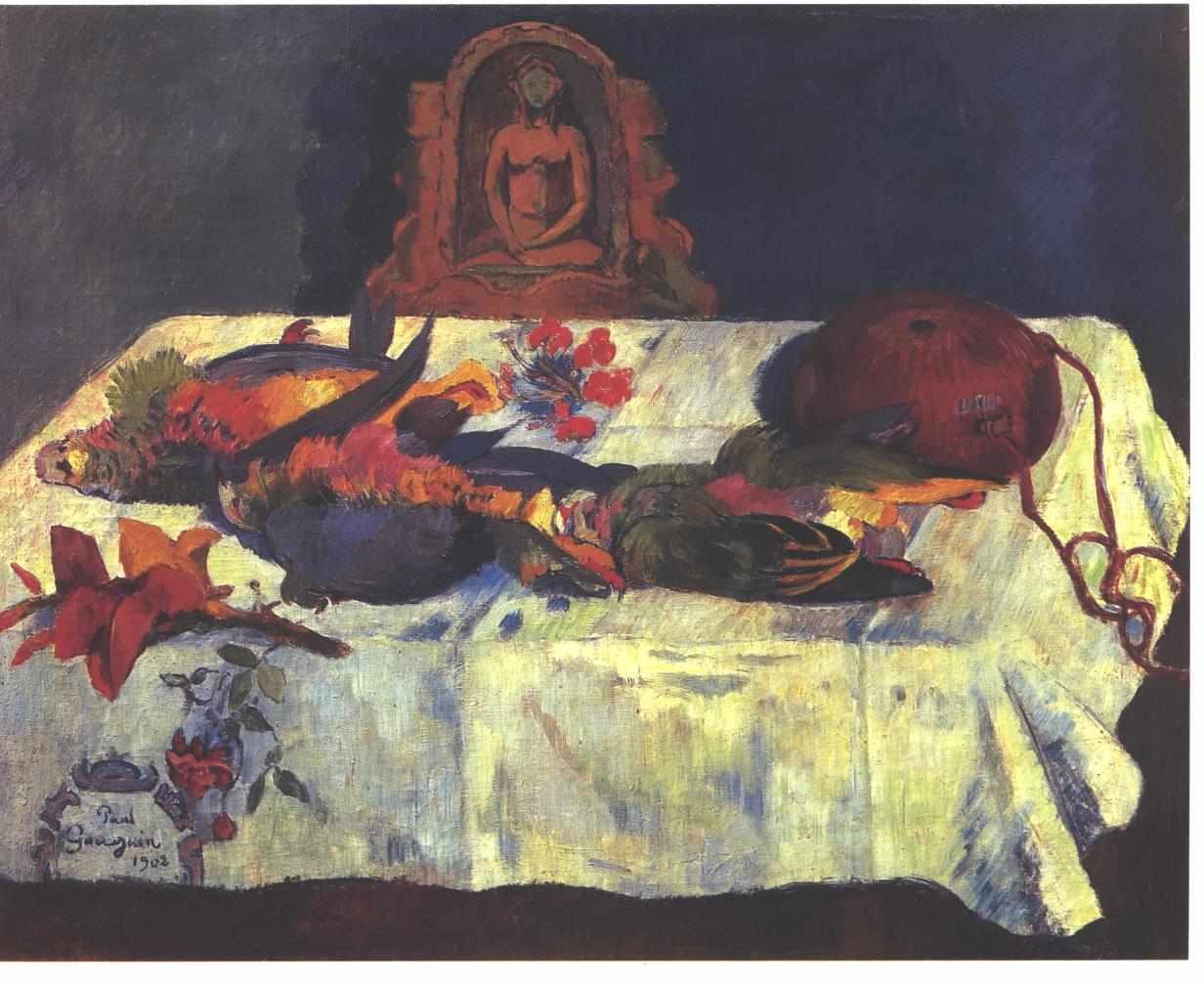
Натюрморт с попугаями (1902)

## Поль Гоген в кино
- Ван Гог. На пороге вечности (реж. Джулиан Шнабель), в роли Гогена — Оскар Айзек
- Дикарь / Гоген. Путешествие на Таити (реж. Эдуард Делюк, 2017) в главной роли — Венсан Кассель
- Жёлтый дом (реж. Крис Дурлахер, 2007)
- Найденный рай (реж. Марио Андриччион, 2003), в главной роли — Кифер Сазерленд
- Волк на пороге / Овири / Гоген, нищета у порога (реж. Хеннинг Карлсен, 1986) в главной роли — Дональд Сазерленд
- Гоген: дикарь и гений (реж. Филдер Кук, 1980)
- Жажда жизни (реж. Винсенте Миннелли, 1956)